# Сефи I
Сефи I (1611—1642) — шах Ирана (с 1629 по 1642) из династии Сефевидов, внук Аббаса I.

## Биография
Крайне подозрительный и деспотичный шах Аббас I своими действиями стал причиной вырождения правящего рода Сефевидов. Из четырёх сыновей шаха один был казнён, двое других ослеплены, а четвёртый умер. Наследником шах объявил внука Сефи.
Внутренняя слабость его власти вызвала активизацию внешних врагов — Кандагар был вновь захвачен Шах Джаханом из династии Великих Моголов, на западе возобновилась война с турками. В 1630 году войска султана Мурада IV Кровавого захватили Хамадан, разрушили город и вырезали население. В 1635 году они захватили Эриван и Тебриз, в 1638 году пал Багдад. По Касри-Ширинскому мирному договору 17 мая 1639 года Чухурсаад и Азербайджан были возвращены Ирану, но Багдад и весь арабский Ирак окончательно отошли Османской империи.
Сефи I скончался от пьянства в 1642 году в Кашане, похоронен в Куме.